# Мечеть Озан
Мечеть Озан (азерб. Ozan məscidi) — мечеть и историко-архитектурный памятник, построенный в 1884 году, расположенный в городе Гянджа, Азербайджан.
Мечеть включена в список недвижимых памятников истории и культуры местного значения решением Кабинета Министров Азербайджанской Республики №132 от 2 августа 2001 года.

## История
Мечеть Озан построена в 1884 году на средства жителей квартала Озан в городе Гянджа. Однако на надписи над входной аркой памятника указана дата его строительства как 1786 год.
В 12-м номере журнала «Молла Насреддин» за 1907 год, сообщалось о том, что в 1906 году жители окрестностей квартала Озан собрали 2000 манатов на ремонт здания мечети. В 1920 году во время Гянджинского восстания часть мечети была разрушена артиллерийским огнём большевиков, осаждавших город. Кроме того, при подавлении восстания местные жители, укрывшиеся в мечети, были сожжены заживо внутри здания. Военный лётчик и эмигрант
Мухаммед Алтунбай, уроженец Гянджи, был свидетелем событий, произошедших в мечети, и написал об этом в своей книге, опубликованной в Анкаре в 1989 году. В своей книге он отмечает:

В центре мечети Озан страшное зрелище представляли тела сотен людей, скорчившихся от огня... Кровь и жир невинных людей, сожжённых заживо, вытекали наружу из-под обуглившейся двери. Среди тел были каким-то образом не сгоревшие, но почерневшие лица, части рук и ног, косы волос, что ещё больше усиливало ужас трагедии. На другом конце улицы пять-шесть армян играли на аккордеоне.
После советской оккупации в Азербайджане официально с 1928 года началась борьба с религией. В декабре того же года ЦК КП Азербайджана передал многие мечети, церкви и синагоги на баланс клубов для использования в просветительских целях. Если в 1917 году в Азербайджане было 3000 мечетей, то в 1927 году это число составляло 1700, в 1928 году — 1369, а в 1933 году — 17. Мечеть Озан также была закрыта для богослужений в этот период; в её здании разместились артель для слепых, а позже — продуктовый магазин. Здание мечети было восстановлено в 1979 году. На внутренних стенах художник Рустам Гусейнгулиев создал росписи. Здесь функционировали музей памяти Низами и книжный магазин.
После восстановления независимости Азербайджана мечеть вновь включили в список недвижимых памятников истории и культуры местного значения решением Кабинета Министров Азербайджанской Республики № 132 от 2 августа 2001 года. В настоящее время в мечети действует библиотека.

## Архитектурные особенности
Мечеть напоминает упрощённую версию мечети Шах Аббас. Основная часть мечети — квадратный молельный зал, покрытый куполом. С боковых сторон имеются 2 вспомогательные комнаты. Мечеть построена из традиционного для Гянджи красного кирпича. Общая площадь мечети составляет 357,8 м². Как и в других квартальных мечетях Гянджи, тут отсутствуют минареты. Мечеть имеет прямоугольную форму дополненную куполом. Особая узорчатая кладка красного кирпича придает фасаду мечети особый вид.